# Premi Tony
L'Antoinette Perry Awards for Excellence in Theatre, conegut habitualment com el Tony Awards, reconeix les fites al teatre estatunidenc i són atorgats per la American Theatre Wing i la The Broadway League, en una cerimònia anual celebrada a Nova York. Els premis són atorgats a les produccions realitzades a Broadway, i hi ha un premi pel teatre regional. A més, es donen a discreció el Premi Tony Especial i el Tony Honorífic per l'excel·lència al teatre, atorgats de manera no-competitiva. Els premis reben el nom d'Antoinette Perry, co-fundadora de la American Theatre Wing.
Les normes dels Premis Tony estan indicades al document oficial "Rules and Regulations of The American Theatre Wing's Tony Awards", que només s'aplica per a cada sessió. Els Premis Tony són considerats com el màxim honor del teatre als Estats Units, sent equivalents als Premis Oscar del cinema. Al teatre britànic, l'equivalent és el Premi Laurence Olivier.
Des de 1997, la cerimònia de lliurament dels Tonys se celebra al Radio City Music Hall de Nova York al juny, i retransmès en directe per la CBS. El 1999 els Tonys es van celebrar al Gershwin Theatre. La 63a Edició dels Premis Tony va ser celebrada el 7 de juny del 2009.

## Història
El premi va ser fundat per la American Theatre Wing el 1947, a suggeriment d'un comitè de productors teatrals encapçalat per Brock Pemberton, però no va ser fins a la tercera cerimònia en què s'atorgaren als guanyadors els medallons del Tony. El premi rep el nom d'Antoinette Perry, una actriu, directora, productora i co-fundadora de la American Theatre Wing, que havia mort recentment. La primera cerimònia de lliurament dels premis va ser el 6 d'abril de 1947 a l'hotel Waldorf Astoria de Nova York. Des de 1997, la cerimònia de lliurament dels Premis s'ha celebrat al Radio City Music Hall durant el mes de juny, i és retransmesa per la CBS, excepte el 1999, en què va ser realitzada al Gershwin Theatre.
Atorgat per un jurat format per 700 membres de les diverses àrees de la indústria de l'entreteniment i la premsa, els Tony són vistos generalment com l'equivalent teatral als Oscars per l'excel·lència al cinema; els Grammys de la indústria musical o els Emmys per l'excel·lència a la televisió. Al teatre britànic, l'equivalent als Premis Tony són els Premis Laurence Olivier. Diversos dels espectacles de més èxit i més llarga durada, així com alguns actors, directors, coreògrafs i dissenyadors han aconseguit tant el Tony com l'Olivier.
Des de 1967, la cerimònia de lliurament dels premis ha estat retransmesa per la televisió nacional americana, i inclou cançons dels musicals nominats, així com video-clips o presentacions sobre les obres nominades. El American Theatre Wing i la The Broadway League presenten i administren conjuntament els premis. La seva audiència televisiva, encara que generalment és menor a la dels Oscars, també és considerable.
El premi consisteix en un medalló, fet d'al·leació de llautó i bronze, amb un platejat de níquel; sobre una base de vidre en negre.

### Comitès i votants
El "Comitè d'Administració" té 24 membres: 10 designats per l'American Wing, 10 de la Broadway League, i un de cadascuna de la Dramatists Guild, Actors' Equity Association, la United Scenic Artists i la Society of Stage Directors and Choreographers. Aquest comitè, entre altres deures, determina els candidats a ser nominats en totes les categories.
El Comitè de Nominació fa les nominacions per a diverses categories. Aquest grup rotatori de 30 professionals del teatre és triat pel Comitè d'Administració dels Premis Tony. Els nominadors serveixen durant terminis de 3 anys i se'ls demana que vagin a veure totes les produccions noves de Broadway.
Això fa que hagin uns 700 elegibles al Tony, xifra que varia lleugerament d'any a any, i que va decréixer el 2009 quan els crítics d'estrena van ser exclosos com a votants. Això inclou un comitè de directors i membres designats del comitè de la American Theatre Wing, membres dels comitès de govern de l'Actors' Equity Association, the Dramatists Guild, the Society of Stage Directors and Choreographers, United Scenic Artists i de la Association of Theatrical Press Agents and Managers; membres del Theatrical Council of the Casting Society of America i membres de The Broadway League.

### Dates d'elegibilitat
Per ser elegible al Premi Tony, una producció ha d'haver-se estrenat dins de les dates que el comitè estableix cada any. La Temporada pels Premis Toni es defineix a les Rules and Regulations.
Un teatre de Broadway ha de tenir un mínim de 500 seients, a més d'altres requeriments. Mentre que les Normes defineixen un teatre de Broadway en termes de mida, no pas de localització geogràfica, la llista dels "teatres de Broadway" queda determinada únicament pel Comitè d'Administració dels Premis Tony, i per a la temporada 2008-2009, la llista consisteix només en els teatres localitzats a la rodalia de Times Square de Nova York (a més del Lincoln Center

## Premis i categories
Es presenten 26 categories de premis, a més de diversos premis especials. El 1947 s'iniciaren amb 11 premis, i els noms i nombre de categories han anat canviant durant els anys. El 2005 es publicà una història completa de tots els premis de cada categoria.
El 2009 es creà un nou premi no competitiu, el Premi Isabelle Stevenson, atorgat a aquella persona que hagi fet una contribució substancial de temps voluntari i esforç en benefici d'una o més organitzacions humanitàries, de servei social o caritat.
La categoria d'Event Teatral Especial va ser retirada de la temporada 2009-2010.
| - Millor obra - Millor musical - Millor llibret - Millor banda sonora - Millor reestrena d'obra - Millor reestrena de musical - Millor actor protagonista en una obra - Millor actriu protagonista en una obra - Millor actor protagonista de musical - Millor actriu protagonista de musical - Millor actor de repartiment en una obra - Millor actriu de repartiment en una obra - Millor actor de repartiment de musical - Millor actriu de repartiment de musical | - Millor direcció d'obra - Millor direcció de musical - Millor coreografia - Millors orquestracions - Millor escenografia - Millor escenografia a un musical - Millor vestuari - Millor vestuari a una obra - Millor vestuari a un musical - Millor il·luminació - Millor il·luminació a un musical - Millor so - Millor so a un musical Categories Especials: - Al teatre regional - Premi Especial - Honorífic per l'excel·lència al teatre |

Premis Retirats
- Millor autor
- Millor director musical
- Millor revival (dividit en dues categories: obra i musical)
- Millor tècnic d'escenari
- Millor event teatral especial
- Millor director (dividit en dues categories: Millor direcció d'un musical i Millor direcció d'una obra)

## Crítiques
Mentre que el públic pot considerar que els Tony simplement són els Oscars del teatre, els crítics han suggerit que són primàriament un vehicle de promoció per a unes poques grans produccions i propietaris dels teatres de Nova York. Només els espectacles representats a un dels 40 grans teatres de Broadway designats pel Tony Awards Management Committee són eligibles per a rebre un Tony, dels que només una porció presenta una nova producció durant la temporada, i hi ha 27 categories de premis, i per tant, la majoria dels nous espectacles reben una o més nominacions.
Per l'altre costat, els productors afirmen que el Premi Tony és l'únic premi que ven entrades. Guanyar el Millor Musical o Millor Obra, diuen, significa diners al banc.

## Curiositats dels Premis
Entre les curiositats que envolten els Tony trobem:

### Produccions
- La producció que ha rebut més Premis Tony en tota la història va ser The Producers, amb 12 premis, incloent el de Millor Musical. L'obra de text que més n'ha guanyat va ser The Coast of Utopia amb 7, incloent el de Millor Obra.
- Els musicals que han tingut la pitjor nit dels Tony han estat Chicago el 1976, en què va perdre davant de; i Steel Pier el 1997. Ambdues havien rebut 11 nominacions, però van marxar sense cap premi. Irònicament, Steel Pier va perdre davant del revival de Chicago, i ambdues tenen música i lletres de Kander i Ebb. L'obra Indiscretions (1995) va rebre 9 premis però no en guanyà cap.
- 3 musicals han guanyat els Sis Grans (Millor Musical, Millor Banda Sonora, Llibret, Actor Protagonista, Actriu Protagonista i Direcció): South Pacific, Sweeney Todd: The Demon Barber of Fleet Street and Hairspray.
- South Pacific (1950) és l'únic espectacle (musical o de text) que ha guanyat els de Millor Producció (Musical), Actor (Ezio Pinza), Actriu (Mary Martin), Actor de Repartiment (Myron McCormick), Actriu de Repartiment (Juanita Hall) i Direcció (Joshua Logan).
- 3 musicals han guanyat el Millor Musicals amb llibret, música i lletres d'un únic autor: : The Music Man (Meredith Willson), The Mystery of Edwin Drood (Rupert Holmes) i Rent (Jonathan Larson). Rent i The Mystery of Edwin Drood a més guanyaren els de Millor Llibret i el de Millor Partitura, categories no existents el 1957 quan guanyà The Music Man
- 7 espectacles han guanyat els Premis a Escenografia, Vestuari i Il·luminació: Follies (1972), The Phantom of the Opera (1986), The Lion King (1998), The Producers (2001), The Light in the Piazza (2005), The Coast of Utopia (2007) i el revival de South Pacific (2008). El revival de South Pacific del 2008 és l'única producció que ha guanyat els 4 Tonys a les Arts Creatives (Escenografia, Vestuari, Il·luminació i So)

### Persones
- La persona que n'ha guanyat més és Harold Prince, amb 21: 8 per direcció, 8 per producció, 2 com a productor del Millor Musical de l'Any i 3 Tonys Especials.
- Stephen Sondheim és el compositor que n'ha guanyat més, amb 8.
- Bob Fosse és el coreògraf que n'ha guanyat més, amb 8.
- Julie Harris i Angela Lansbury són els actors que n'han guanyat més, amb 5 cadascuna. Harris és, a més, qui més nominacions ha rebut, amb 10.
- 3 actrius han estat nominades el mateix any en dues categories d'actuació: Amanda Plummer, Dana Ivey i Kate Burton. Plummer, el 1982, ho va ser com a Millor Actriu per A Taste of Honey i Millor Actriu de Repartiment per Agnes of God (que guanyà). Ivey, el 1984, va ser nominada com a Millor Actriu de Repartiment a un Musical per Sunday in the Park with George i Millor Actriu de Repartiment per Heartbreak House; i Burton el 2002 va ser Millor Actriu per Hedda Gabler i a Millor Actriu de Repartiment per The Elephant Man.
- Boyd Gaines ha estat el primer actor nominat per a tots quatre premis d'interpretació: Millor Actor de Repartiment en una Obra el 1989 per The Heidi Chronicles, Millor Actor en un Musical el 1994 per She Loves Me, Millor Actor de Repartiment en un Musical el 2000 per Contact, i Millor Actor en una Obra el 2007 per Journey's End. El 2008 tornà a ser nominat com a Millor Actor de Musical per Gypsy. Només ha guanyat per Journey's End. Raúl Esparza és el segon, aconseguint-ho en només sis temporades: Millor Actor de Repartiment en un Musical el 2004 per Taboo, Millor Actor de Musical el 2007 per Company, Millor Actor de Repartiment en una Obra el 2008 per The Homecomingi Millor Actor en una Obra el 2009 per Speed-the-Plow. Encara no n'ha guanyat cap.
- Només dos intèrprets han guanyat el Tony per interpretar un personatge del sexe oposat: Mary Martin al paper protagonista de Peter Pan (1955) i Harvey Fierstein com Edna Turnblad a Hairspray (2003).
- En una ocasió, 3 actors protagonistes han estat nominats (i van guanyar) en la mateixa categoria: David Alvarez, Trent Kowalik i Kiril Kulish per Billy Elliot.